# Wieleń Północny
Wieleń Północny – dzielnica Wielenia (województwo wielkopolskie), położona na północnym brzegu Noteci.
Rzeka Noteć W okresie międzywojennym była granicą polsko-niemiecką, dzielącą Wieleń na niemiecką część północną i południową część polską.